# Brian Holden-Reid
Brian Holden-Reid  (* 1952) ist ein britischer Militärhistoriker und Neuzeithistoriker, speziell für amerikanische Geschichte. Er ist Professor am King’s College London (Department of War Studies).

## Leben
Holden-Reid studierte an der University of Hull, der University of Sussex und der Universität London. 
Er lehrte am Polytechnic of North London und der City University London. Ab 1982 war er Senior Lecturer und später Chair am Department of War Studies des King’s College London. Von 2001 bis 2007 leitete er das Department of War Studies und 2007 wurde er Fellow des King’s College (FCK). 2012 war er Gastredner am Liddell Hart Centre for Military Archives.
Außerdem hat er am Staff College Camberley der britischen Armee graduiert und einen Ehren-Abschluss von der School of Advanced Military Studies am United States Command and General Staff College in Fort Leavenworth verliehen bekommen. Er unterrichtete von 1987 bis 1997 als Resident Historian am Staff College in Camberley.
Holden-Reid ist Fellow der Royal Historical Society, der Royal Geographical Society und des Royal United Services Institute (RUSI), dessen RUSI Journal er von 1984 bis 1987 herausgab und deren Reihe Defence Studies er bei Macmillan herausgab. Holden-Reid ist beim Verlag Frank Cass mit John Gooch Herausgeber der Reihe Military History and Policy.
Als Historiker befasste er sich unter anderem mit dem Amerikanischen Bürgerkrieg, den er in Zusammenhang mit den europäischen Kriegen der gleichen Zeit darstellte. Außerdem befasst er sich mit britischer und US-amerikanischer Militärtheorie im 20. Jahrhundert, speziell mit den Arbeiten von John Frederick Charles Fuller und Basil Liddell Hart.
Für 2019 wurde ihm der Samuel Eliot Morison Prize zugesprochen.

## Schriften (Auswahl)
als Autor
- The American civil war.
  - deutsch: Der Amerikanische Bürgerkrieg und die europäischen Einigungskriege. Brandenburgisches Verlagshaus, Berlin 2000, ISBN 3-89488-130-5.
- The American Civil War and the wars of the nineteenth century (= History of warfare). Harper Collins, New York 2006, ISBN 0-06-085120-1[1]
- America’s Civil War. The operational battlefield, 1861-1863. Prometheus Books, Amherst, N.Y. 2008, ISBN 978-1-5910-2605-1.
- The Origins of the American Civil War (= Origins of Modern War). Longman, London 1996, ISBN 0-582-49177-0.
- J. F. C. Fuller. Military thinker (= Studies in military and strategic history). Macmillan, London 1987, ISBN 0-333-41916-2.
- Robert E. Lee. Icon for a nation. Weidenfeld and Nicholson, London 2005, ISBN 0-2978-4699-X.
- Studies in British military thought. Debates with Fuller and Liddell Hart. Greenhill, London 1999, ISBN 1-85367-306-4.

als Herausgeber
- zusammen mit John White: American Studies. Essays in Honour of Marcus Cunliffe. Macmillan, London 2015, ISBN 978-1-349-21452-5 (EA London 1991)[2]
- zusammen mit David French: The British General Staff. Reform and innovation c. 1890-1939 (= Military history and policy; 10). Frank Cass, London 1993, ISBN 0-203-01808-7.
- zusammen mit Susan Mary-Grant: The American Civil War. Explorations and reconsiderations. Longman, New York 2000, ISBN 0-5823-1835-1 (Vorwort von James Macpherson).[3]
- Military power. Land warfare in theory and practice. Frank Cass, London 1997, ISBN 0-7146-4768-3.[4]
- The Science of war. Back to first principles (= The operational level of war). Routledge, London 1993, ISBN 0-415-07995-0.
- zusammen mit Michael Dewar: Military strategy in a changing Europe. Towards the twenty-first century. Brassey´s, London 1991, ISBN 0-08-037706-8.
- zusammen mit Carlo Schaerf und David Carlton: New technologies and the arms race (= Studies in disarmament and conflicts). St. Martin´s Press, New York 1989, ISBN 1-3491-0615-1.